# 平坂純一
平坂 純一（ひらさか じゅんいち、1983年8月27日 - ）は、日本の作家、批評家、翻訳者、随筆家。

## 経歴
福岡県福岡市出身、筑後市。中央大学法学部通信教育課程在学中の2006年に西部邁主宰・表現者塾で思想哲学を学ぶ。
2013年、早稲田大学文学部に学士入学する（フランス語フランス文学コース）。同時期に「ジョゼフ・ド・メーストルと保守主義」について執筆。国内の商業誌では珍しい思想家であることから、西部邁の推薦で2015年5月1日発行「表現者」60号から計７回の連載を行う。  
近年は、一水会『レコンキスタ』や雑誌「表現者クライテリオン」にて、獅子文六に関する評伝、フランス史やポストモダンに関する歴史を、文芸ミニコミ『ラッキーストライク』では苛烈な批評を掲載するなど、精力的に執筆。また、自身が翻訳したフランスの政治家ジャン＝マリー・ル・ペン の伝記をKKベストセラーズ社からの出版を予定している（時期未定）。  

### 連載
- フランスの保守思想　ジョゼフ・ド・メーストル（『表現者』2015.5 60号〜2016.6 66号）
- 保守のフランス史（『表現者クライテリオン』2018.11月号〜2019.9月号）
- 保守のためのポストモダン講座（『表現者クライテリオン』2021.1月号〜2021.11月号）[3]。

 *「美徳としての認識」西部邁先生を偲ぶ（『月刊レコンキスタ』令和4年1月号～3月号）
- 葬られた国民作家　獅子文六（『表現者クライテリオン』2022.9月号～）
- 日本のアンチモダン（『表現者クライテリオン』2024.11月号～連載中）

### 寄稿

#### 表現者クライテリオンメールマガジン
- 修羅道を行く　フランス保守政治家　ジャン＝マリー・ルペン伝（2019.11.29）
- 産業的な、あまりに産業的な　保守とロックバンド文化（2019.12.30）
- 人生の平行棒としての煙草　〜精神的健康増進法〜（2020.2.7）
- 名画座クライテリオン　〜アマプラで観る古風な日本映画〜（2020.3.2）
- 大学の学務の隣に結婚相談所を設置すべし（2020.3.27）
- 政治芸術家・秋山祐徳太子さんを偲ぶ（2020.4.21）
- マスクと人嫌い　奇妙に抽象化された不安について（2020.7.8）
- マリーヌ・ルペン考　「フランス・ポピュリズム」から日本を思う（2020.8.14）
- 巡礼と人間ー同行二人とたこ焼きについて（2020.10.22）
- アレクサンドル・ソクーロフ監督「独裁者たちのとき」を観た（2023.05.18）
- 祝・藤井聡太の名人位獲得と「有機的ゲーム」について（2023.06.06）
- ［書評「Nの回廊」］歴史作家の慧眼をもってして少年・西部邁を活写した唯一の書（2023.09.20）
- ラッキーストライクという文芸運動がある（2023.10.26）
- 浜崎洋介先生の講演at早稲田大学に見た「社交と人間」（2023.12.25）

#### 一水会 月刊レコンキスタ
- 「江戸前の反米」ブリキ彫刻家　秋山祐徳太子さんを偲ぶ（令和3年11月号）
- 目白バタイユ　死に至るまでの生を讃えた浪曲師（令和3年12月号）

#### BEST TiMES記事
- すべての保守言論人が出直すべき理由とは「吟味する精神の欠如」（2021.3.12）
- 日本で東京五輪を開催する価値がない、これだけの理由（2021.3.31）
- “マリーヌ・ルペン親子＝極右”だと思っている日本人へ（2022.04.21）

#### 批評誌『ラッキーストライク』
- 13歳からの反逆罪 ジョゼフ･ド･メーストル『教皇論』の射程（創刊号、2021年）
- 言葉の義人たち 「アンチモダン」に関する試論（二号、2022年）
- 評伝 美輪明宏――異端者の正統（三号、2024年）

#### 月刊 国体文化
- 覇道・ロマン主義・大衆（座談会）（10〜12月号 令和5年）

#### 批評の歩き方（note版は『批評の座標』）
- 西部邁論─熱狂しないことに熱狂すること（note　2023年10月　書籍　2024年11月）

#### 季刊総合雑誌 情況
- 福田和也　追悼　衒学的な、あまりに衒学的な（2024年秋号）

### 翻訳
- （山本桜子共訳）トリスタン・ツァラ『逃走』（『イリュミナシオン　創刊号』2021.6）
- 『ジャン＝マリー・ル・ペン自伝　上巻（仮）』（KKベストセラーズ、2023年出版予定）

### 随筆
- 「おかわいさうに」と憲法改正（はてなブログ　西部邁主催・『表現者塾』（旧東京『発言者塾』）2008.10.18）
- 美輪明宏　語り部としてのシャントゥール（早稲田大学フランス語フランス文学コース　仏文通信2015.3.3）

## メディア出演
- チャンネル桜『表現者スペシャル　世界のカオスをどう考えるか？』（2015.5.30）
- 西部邁ゼミナール『安保法制改定を巡って』（2015.6.7）
- 西部邁ゼミナール『日米関係を巡って』（2015.6.14）